# Глубокое синее море (фильм, 1955)
«Глубокое синее море» (англ. The Deep Blue Sea) — британско-американский фильм Анатоля Литвака, экранизация одноименной пьесы Теренса Реттигена. Премьера фильма состоялась 23 августа 1955 года.
11 сентября 2011 года вышла другая экранизация ремейк от режиссёра Теренса Дэвиса.

## Производство
Кеннет Мор был единственным ключевым актёром (который также появился в версии фильма, транслирующегося на телеканале BBC годом ранее), который был нанят для съёмок, так как Александр Корда хотел использовать имена, которые были бы более узнаваемы для зрителей. Мор всегда считал, что это было ошибкой, особенно в случае с актрисой Вивьен Ли, приглашенной вместо Пегги Эшкрофт. Мору не нравилось сниматься, так как он считал, что использование кинематографа и изменения, внесенные в оригинальную книгу, отвлекают от канона истории.
В настоящее время фильм больше не продаётся на DVD и его редко показывают по ТВ. Лишь в рамках Британского института кино в 2013 году он был вновь представлен зрителям.

## В ролях
| Актёр                  | Роль               |
| ---------------------- | ------------------ |
| Вивьен Ли              | Эстер Колльер      |
| Кеннет Мор             | Фредди Пейдж       |
| Эрик Портман (англ.)   | мистер Миллер      |
| Эмлин Уильямс (англ.)  | сэр Уильям Коллиер |
| Мойра Листер           | Доун Максвелл      |
| Алек МакКоуэн (англ.)  | Кен Томпсон        |
| Дэнди Николс           | миссис Элтон       |
| Джимми Хэнли (англ.)   | Дикер Дарстон      |
| Хизер Тэтчер           | леди Доусон        |
| Артур Хилл (англ.)     | Джеки Джексон      |
| Мириам Карлин          | буфетчица          |
| Бил Шин (англ.)        | игрок в гольф      |
| Брайан Олтон (англ.)   | пьяный мужчина     |
| Гибб Маклафлин (англ.) | клерк              |
| Сид Джеймс             | мужчина у бара     |

## Сборы
Фильм провалился в прокате, собрав мало денег. «Это была сложная цель для американской аудитории», — заявил Мор.